# Anna Maria Wadsten
Anna Maria Wadsten, född sannolikt på 1760-talet i Fagerhult, Kalmar län, död okänt år i Högsby Kalmar län, var en svensk målare.
Hon var dotter till målarmästaren Johan Henrik Wadsten  och Helena Fagerholm samt syster till målarna Lovisa Wadsten och Erland Wadsten. Hon växte upp i en släkt med målare där även hennes farbröder och farfar var verksamma som dekorationsmålare. 
Hon fick sin utbildning av sin far och honom behjälplig vid måleriuppdrag. Det finns några målade kistor på Kalmar läns museum och Krisedala hembygdsgård med fint målade rokokoslingor varav en är daterad 1830. Kistorna är målade av Wadsten eller hennes syster Lovisa Wadsten.